# Siegfried Genthe
Carl Siegfried Genthe (* 26. Oktober 1870 in Berlin; † März 1904 nahe Fez, Marokko) war ein deutscher Journalist und Reiseschriftsteller.

## Leben und Werk
Siegfried Genthe war der Sohn des Philologen und Gymnasialdirektors Hermann Genthe (1838–1886) und der Louise Genthe, geborene Zober. Sein älterer Bruder war Arnold (1869–1942), sein jüngerer Bruder Hugo Genthe (1873–1896). Alle drei Brüder waren als Forschungsreisende in aller Welt unterwegs. Siegfried Genthe besuchte das Wilhelm-Gymnasium in Hamburg, das von seinem Vater bis zu dessen Tod geleitet wurde. Dort erhielt Siegfried Genthe zu Michaelis 1889 das Reifezeugnis.
Genthe studierte neue Sprachen in Jena, München und Marburg, unterbrochen von einer längeren Studienreise nach Indien. In Marburg promovierte er bei Theobald Fischer. Bald nach seiner Promotion zum Dr. phil. leistete er seine Dienstpflicht bei der Marine und begann 1898 für die Kölnische Zeitung zu schreiben. Für diese damals in Deutschland führende Zeitung berichtete Genthe als Korrespondent von den Brennpunkten deutscher Kolonialpolitik, besonders aus Samoa, China während des Boxeraufstands, Korea und der Mandschurei. Seine Reiseberichte von diesen Stationen fasste er in mehreren Büchern zusammen. 1901 war Genthe der erste Europäer, der Koreas höchsten Berg Hallasan bestieg.
Bei einem Aufenthalt in Marokko wurde er vor den Toren von Fez ermordet. Genthe hatte die Stadt am 8. März 1904 allein zu einem Ausritt verlassen und blieb verschollen. Am 17. März wurde seine Leiche mit zwei Schusswunden im Fluss Sebou aufgefunden, 60 km stromabwärts von Fez.
1945 bezeichnete der Geograph Hermann Lautensach Genthes Buch über Korea als einen der besten Reiseberichte über das Land, welchen es damals gab. Genthes Bücher wurden ab 2005 neu verlegt bzw. nachgedruckt.

## Schriften (Auswahl)
- Der persische Meerbusen : Geschichte und Morphologie. 1896. (Dissertationsschrift)
- Korea – Reiseschilderungen. Allgemeiner Verein für Deutsche Literatur, Berlin 1905
- Marokko – Reiseschilderungen, herausgegeben von Georg Wegener. Allgemeiner Verein für Deutsche Literatur, Berlin 1906
- Samoa – Reiseschilderungen. 1908.